# Le Bois-Robert
Le Bois-Robert – miejscowość i gmina we Francji, w regionie Normandia, w departamencie Sekwana Nadmorska.
Według danych na rok 1990 gminę zamieszkiwały 283 osoby, a gęstość zaludnienia wynosiła 57 osób/km² (wśród 1421 gmin Górnej Normandii Bois-Robert plasuje się na 628. miejscu pod względem liczby ludności, natomiast pod względem powierzchni na miejscu 692.).